# Малайский доллар
Малайский доллар (англ. Malayan dollar) — денежная единица Британской Малайи и Брунея в 1939—1953 годах.

## История
В 1938 году был создан Совет уполномоченных по денежному обращению Малайи. В 1939 году Совет начал выпуск малайского доллара, заменившего в обращении доллар Проливов 1:1. Был установлен курс к фунту стерлингов: 1 доллар = 2 шиллинга 4 пенса (60 долларов = 7 фунтов).
В 1942—1945 годах, во время японской оккупации Сингапура, Малайи, Северного Борнео, Саравака и Брунея, японскими властями в обращение был выпущен оккупационный доллар. В 1946 году, после окончания войны, возобновлена работа Совета уполномоченных по денежному обращению Малайи и восстановлен довоенный курс: 1 доллар = 2 шиллинга 4 пенса.
В 1952 году был учреждён новый эмиссионный орган — Совет уполномоченных по денежному обращению в Малайе и Британском Борнео. В 1953 году начат выпуск доллара Малайи и Британского Борнео, сменившего малайский доллар в соотношении 1:1.

## Монеты и банкноты
Чеканились монеты в 1⁄2, 1, 5, 10, 20 центов. Монеты чеканились Королевским монетным двором Великобритании, а также монетными дворами Бомбея и Калькутты.
Выпускались банкноты в 1, 5, 10, 20, 25, 50 центов, 1, 5, 10, 50, 100, 1000, 10 000 долларов .